# Вратарь (картина Григорьева)
«Врата́рь» (укр. «Воротар») — картина советского художника Сергея Григорьева, создана в 1949 году. По мнению искусствоведов, является ярким произведением послевоенного соцреализма. Полотно удостоено Сталинской премии II степени в 1950 году. Художник изобразил на полотне рядовой факт из повседневной жизни советских детей в послевоенном Киеве так, что он становится событием в жизни не только персонажей картины, но и её зрителей. Полотно находится в коллекции Государственной Третьяковской галереи и много раз экспонировалось на выставках в городах СССР и современной России, а также в Китае и США.
Картину неоднократно рекомендовали в методических пособиях для использования учителями советской и современной российской средней школы..

## История создания и судьба картины
Григорьев говорил, что его «искания в области жанровой живописи долго оставались эмпирическими», что сначала он «всё писал с натуры и тянул много лишнего в картину», но затем «перешёл к режиссёрскому решению». Исследователи творчества художника писали о том, что по-настоящему Григорьеву впервые удалось такое решение (объединить всех персонажей единым действием, соответствующим замыслу художника-режиссёра) именно в картине «Вратарь», которая настолько продумана, «срежиссирована», что воспринимается как зарисовка непосредственно увиденного в жизни. В этом проявилось зрелое мастерство художника-жанриста. Каждой детали полотна соответствует своё символическое значение, а каждый её персонаж по-своему убедителен и уникален. Однако, несмотря на отмеченные критиками достоинства, в советское время эта картина находилась в тени двух других картин художника — «Приём в комсомол» (тот же 1949 год) и «Обсуждение двойки» (1950).
Картина «Вратарь» создана в 1949 году. В это время Григорьев уже был профессором, заведующим кафедрой рисунка Киевского художественного института. Обращение к детской тематике художника не было случайным или первым (впервые он привлёк внимание к своим работам картиной «Дети на пляже» в 1937 году). Григорьев ценил в детских образах непосредственность, естественность, живость реакций. Техника исполнения картины — масляная живопись по холсту. Размер — 100 × 172 сантиметров. Справа внизу находится подпись автора — «С А Григорьев 1949 г.», ещё один автограф находится на обороте полотна — «СА Григорьев 1949 год Киев».
Советский искусствовед В. А. Афанасьев в книге о творчестве Сергея Григорьева, изданной в 1967 году, писал, что при отборе на выставку (он не указывает, на какую именно) члены отборочного жюри отказались рекомендовать эту картину для экспонирования, указав на её «безыдейность» и «малохудожественность». Картина попала в экспозицию случайно, но стала одним из самых «популярных и любимых произведений выставки». Известно, что картины «Вратарь» и «Приём в комсомол» были показаны на Всесоюзной художественной выставке 1949 года, где художник впервые завоевал признание широкого зрителя.

Картина Григорьева «Вратарь» в Новой Третьяковке, 2019

Картина «Вратарь» (вместе с другой картиной Григорьева «Приём в комсомол», 1949) была удостоена Сталинской премии II степени за 1950 год. Полотно было приобретено Государственной Третьяковской галереей на Всесоюзной выставке 1950 года у самого автора. В коллекции галереи оно находится и сейчас. Инвентарный номер — 28043. Картина была представлена на многочисленных выставках: в Москве (1951), Ленинграде (1953), на Передвижной выставке в китайских городах от Пекина до Уханя (1954—1956), в Москве (1958 и 1971, 1979, 1986—1987, 2001—2002, в «Новом Манеже» в 2002 году), в Киеве (1973, 1979), Казани (1973—1974, 1977—1978), в городах США (1979—1980), на юбилейной выставке, посвящённой 225-летию Академии художеств СССР, в Москве (1983—1984).

## Сюжет и особенности трактовки
В. А. Афанасьев реконструировал события, предшествовавшие сцене, запечатлённой на картине Сергея Григорьева. Группа возвращавшихся после занятий школьников устроила импровизированный футбольный матч, соорудив ворота из портфелей, сумок и беретов. За пределами изображения на картине происходит захватывающий эпизод, который приковал внимание случайных зрителей, расположившихся на штабеле свежих досок. К событиям на поле обращено внимание и долговязого белобрысого мальчика в тёмном свитере, занимающего место в воротах. А. М. Членов обращал внимание на то, что на полотне изображена ранняя осень, когда ещё тепло, но «некоторые опасливые мамаши» уже одели своих детей в пальто. Он отмечал, что художник выбрал не сцену борьбы за мяч, которая в данный момент происходит, по его оценке, в центре поля, а самый край футбольного поля.
Картина относится к бытовому жанру, широко распространённому в живописи СССР после окончания Великой Отечественной войны. По мнению британского искусствоведа О’Махоуни, художник сознательно выбрал драматический эпизод импровизированного футбольного матча, когда подросток-вратарь, по его мнению, ожидает удара со штрафного или пенальти. Остальные дети не принимают участия в игре, а только наблюдают за ней. При этом футболист противника оставлен художником за пределами полотна. Вратарь наклонился вперёд и упирается руками в колени, с тревогой и решимостью готовый выполнить свою роль. Фёдор Решетников отмечал, что чулки мальчика спустились, старенькие калоши привязаны тесёмками (он не обращает внимание на свою одежду), но на руках достаточно дорогие кожаные перчатки. Т. Г. Гурьева отмечает одновременно устойчивость фигуры вратаря и его напряжённость, готовность к быстрому действию. А. М. Членов делал акцент на изображённом художником спортивном профессионализме мальчика. Он стоит, «как заправский вратарь, пригнувшись, пошире расставив ноги, упёршись руками в колени и впившись глазами в мяч», он «весь поглощён азартной игрой».
У мальчика забинтовано правое колено, и это, по мнению О’Махоуни, — знак преданности своей команде, готовности поступиться ради неё своим здоровьем. Григорьев опирался на характерную для культуры и идеологии предвоенных лет метафору «вратарь-пограничник», доблестный защитник рубежей Родины от коварных и жестоких врагов (искусствовед Галина Карклинь отмечала, что вратарь значительно старше всех других детей, изображённых на полотне, и как ученик младшей школы с гордостью демонстрирует своё футбольное мастерство малышне). Однако картина написана в 1949 году, и метафора, с точки зрения О’Махоуни, обрастает рядом дополнительных смыслов. Изображён пустырь на окраине города или посёлка (одновременно за городом и в непосредственной близости от него, такая «линия обороны», по мнению британского искусствоведа, — отсылка к обеим столицам, Москве и Ленинграду, у самых подступов к которым в период войны находилась линия фронта). Фон картины рассказывает о восстановлении страны — на двух зданиях видны строительные леса; вблизи, справа, ведутся экскаваторные работы; зрители сидят на досках, что также служит намёком на то, что матч проходит на строительной площадке.

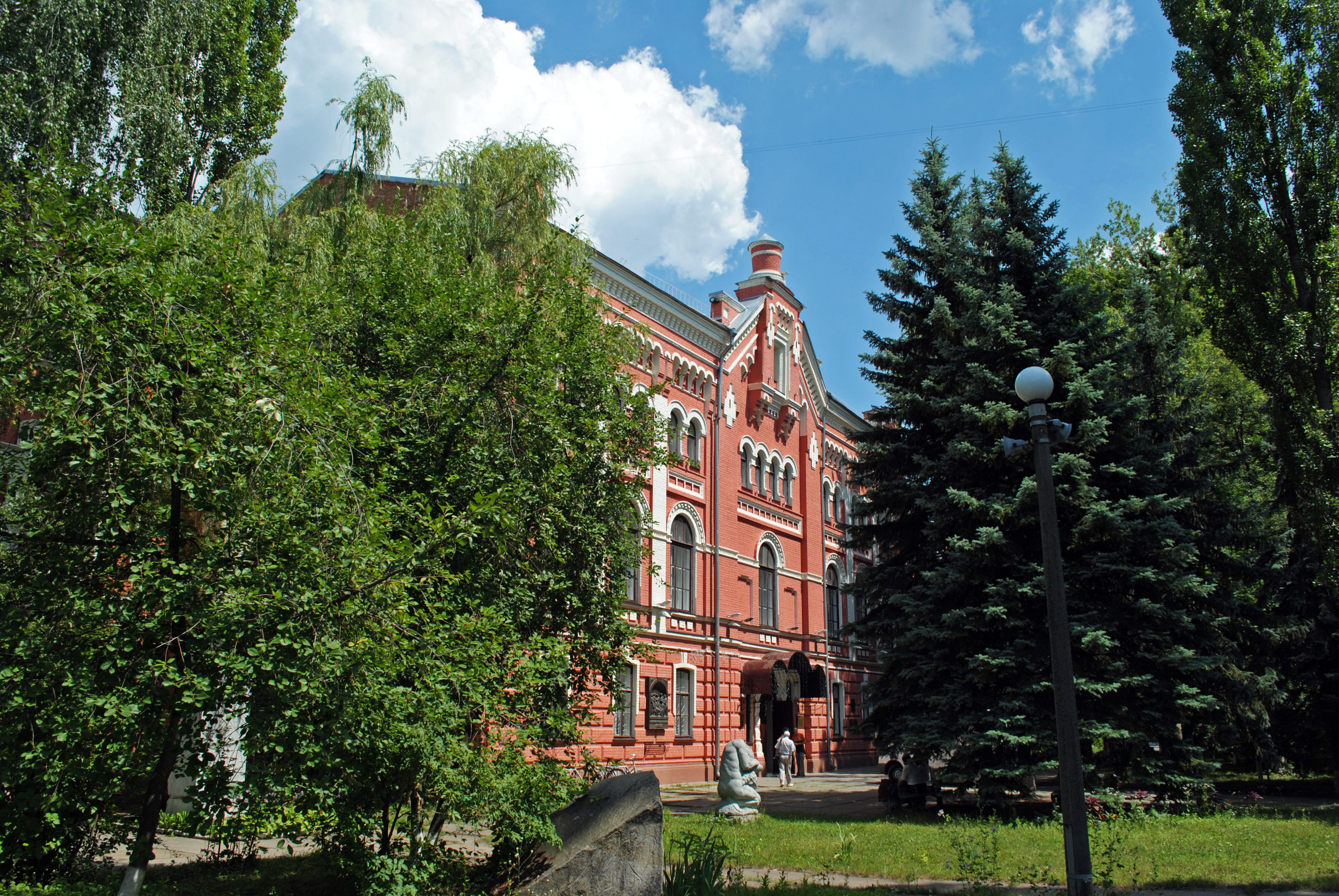
Киевский художественный институт, в саду которого, по мнению А. М. Членова, происходит действие картины

В своей книге о творчестве художника Т. Г. Гурьева сделала вывод о том, что фоном изображённой на картине сцены является панорама Киева: видны Андреевская церковь над Днепром, стройки, массив домов. Искусствовед А. Членов считал, что можно точно определить и само место, где происходит матч. Это — сад Киевского художественного института, где в то время работал художник на кафедре рисунка. Именно отсюда, по мнению Членова, открывается изображённый Григорьевым вид на Андреевский собор и здания над крутыми склонами Днепра, спадающими к Подолу — нижней части Киева.
Зрители, за единственным исключением, — дети. Они смотрят, как и вратарь, за раму картины, на противника, готовящегося нанести удар. На некоторых детях — зрителях матча спортивная одежда; один мальчик стоит за вратарём и словно ассистирует ему. «Ворота» — школьные ранцы, уложенные на землю по обе стороны от вратаря. По мнению О’Махоуни, это указывает на скорее импровизированный, чем запланированный характер самого события. Среди детей, по оценке О’Махоуни, Сергей Григорьев изобразил двух девочек (в отличие от него, Афанасьев насчитывает четырёх девочек, относя к ним самого маленького ребёнка, а также персонажа в сиреневом пальто-капоре, Гурьева считает девочками троих персонажей, включая в это число персонажа в красном капюшоне). О’Махоуни утверждает, что девочки играют на картине второстепенную роль. Одна из девочек (она одета в спортивные штаны, такие же, как у мальчиков) нянчит куклу, что говорит о ней скорее как о будущей матери, чем как о спортсменке; вторая, одетая в школьную форму, стоит за спинами других детей. Т. Г. Гурьева отмечает разнообразие и убедительность психологических характеристик детей, а также юмор художника. В отличие от Карклинь, она относит старших детей на картине к подростковому (пионерскому) возрасту. Мальчик в красном лыжном костюме широко расставил ноги и заложил за спину руки, выпятив живот, он отличается, по её мнению, спокойным, созерцательным характером (в игру «малыша» не принимают, но он сумел приобщиться к состязанию, подбирая мячи, вылетевшие за линию ворот). Членов отмечал, что он преисполнен сознанием собственной важности, смотрит на играющих «свысока» (несмотря на малый рост), его не волнует, какая из команд одержит победу в матче. На досках сидят как более темпераментные, так и вполне спокойные болельщики. Оживлённо реагирует на игру малыш в сером капюшоне. Спокойно наблюдают за игрой девочка с куклой и школьница с красным бантом в коротко стриженых волосах. Пригнувшись и упёршись руками в колени, увлечённо следит за матчем девочка в красном капюшоне. Выражение полного безразличия к игре В. А. Афанасьев видит лишь в изображении «лопоухой собачонки» и «укутанной в тёплый платок малышки». Молодой парень (так Гурьева оценивает взрослого персонажа картины)

сидит рядом с ребячьей мелюзгой так, как сидят только на стадионе — готовый вот-вот вскочить, полный спортивного азарта, выкриками и жестами подбадривающий игроков. Шляпа его сдвинута на затылок, ворот вышитой украинской рубахи распахнут, пиджак расстёгнут. Рука придерживает папку с бумагами, но он о них уже не помнит, как не помнит и о делах, с которыми куда-то направлялся. Увлечённый игрой, он присел «на минутку» и… забыл обо всём, целиком отдавшись переживанию игры— Гурьева. Сергей Алексеевич Григорьев
На картине изображён только один взрослый. О’Махоуни отмечает, что поза, в которой мужчина изображён художником, сразу обращает на себя внимание зрителя: он сидит, выставив левую ногу вперёд в направлении невидимого противника, положив руку на колено, повторяя положение рук вратаря. В свою очередь его же дублирует и маленький мальчик, сидящий слева от мужчины. Судя по одежде, мужчина не является тренером. Папка и документы в его правой руке указывают на то, что это ответственный работник некоего государственного учреждения. На лацкане его пиджака — орденские планки и ленты, указывающие на то, что он участвовал в минувшей войне. В картине он играет, по мнению О’Махоуни, роль наставника, передающего детям опыт своего поколения. А. М. Членов «узнал», по его словам, студента, молодого художника, «навёрстывающего… фронтовые годы». В начале 1940 года сам художник был призван в ряды Красной армии. До конца 1945 года, когда он вернулся в Киев, на художественных выставках не появилось ни одного произведения, подписанного его именем. Григорьев сам неоднократно с гордостью говорил, что во время своей службы в армии он не работал в качестве художника, а участвовал в военных действиях как политработник, вступил в ряды коммунистической партии.

## Картина в оценке искусствоведов и зрителей
Т. Г. Гурьева писала, что картина «Вратарь» завершает целый особый этап творческого развития Григорьева, когда он создавал живые жанровые зарисовки быта советских людей. Такие картины способствовали созданию «скромной, но прочной славы опытного, умелого жанриста, автора занимательных и свежих живописных новелл». Это уже начинало тяготить художника, который искал новые и более значительные темы и образы. Искусствовед замечала, что картина напоминает ей в жанровом отношении новеллу, а как одно из наиболее важных достоинств отмечала её достоверность. Важно, с её точки зрения, что «Вратарь» подталкивает зрителя к обобщениям широкого идейного плана.
О’Махоуни считает неслучайным присуждение Сталинской премии за эту картину: Григорьев подчёркивает значимость спорта в эпоху «восстановления страны и возрождения нации». На первый план выдвинута роль старшего поколения, а его знания и опыт переданы художником «как жизненно важные для превращения советской молодёжи в новых защитников СССР».
По мнению Т. Г. Гурьевой, ландшафт написан интересно, тонко, но его недостаток — оторванность фигур переднего плана от городского пейзажа на горизонте, что создаёт ощущение некоторой искусственности, «словно фоном для живой сценки на переднем плане является театральный задник». Гурьева отмечает умелое создание художником светлого, радостного колорита, который, по её словам, передаёт влюблённость художника в жизнь, его оптимистическое настроение. Г. Н. Карклинь отмечает «ржаво-золотистый колорит тёплого ясного дня с отдельными декоративными акцентами красного». По мнению В. А. Афанасьева, пейзаж, «исполненный задумчивой нарядности», не играет в картине доминирующей роли, он подчинён повествованию о захватывающем зрелище на импровизированном футбольном поле. Осенний пейзаж, по его словам, написан «легко и свободно». Искусствовед отмечает мягкий сдержанный колорит с преобладанием тёплого желтоватого цвета. Повышает напряжённость происходящего на полотне «обилие тактично разбросанных, тонально разнообразных пятен красного» (одежда малыша за спиной главного героя, шапочка на голове «надутой девочки», вышивка на рубахе взрослого персонажа, штанишки на девочке в капюшоне, банты у девочек и пионерские галстуки на мальчиках). А. М. Членов отмечал, что эти пятна красного цвета уравновешены холодными тонами, к которым он относил портфели, одежду вратаря и взрослого персонажа, а также общим желтоватым колоритом листвы.
По оценке Афанасьева, во «Вратаре» Григорьеву впервые в своём творчестве удалось не только объединить большое количество персонажей единым действием, но и «срежиссировать» сцену так, что она воспринимается зрителем как зарисовка, непосредственно увиденная в жизни. Каждой детали «найдено своё место», а каждый персонаж раскрыт «по-своему убедительно». Украинский искусствовед и литературовед Олег Килимник отмечал, что «каждый представленный мастером детский образ чарует своей правдивостью, достоверностью, силой детской непосредственности».
Наряду с другими картинами Григорьева «Вратарь» в современной Украине подвергался критике. В. А. Афанасьев и украинский искусствовед Л. О. Лотиш в своих статьях отмечали возникшую среди художественных критиков тенденцию представлять художника «как хитрого циника, оседлавшего кобылу соцреализма». Афанасьев и Лотиш в противовес этой точке зрения отмечали эмоциональность, эстетическую и историко-культурную ценность его полотен «Вратарь», «Приём в комсомол», «Обсуждение двойки», «Вернулся», их большой успех у широкого зрителя.

## Картина Сергея Григорьева на уроках в средней школе
Картина «Вратарь» неоднократно рекомендовалась авторами пособий по методике преподавания в средней школе для анализа учащимися. Так, ознакомление школьников с картиной рекомендовали в своих пособиях В. Н. Кожухов на уроках рисования и А. В. Текучёв на уроках русского языка, а детальный анализ её использования даётся в книге доктора педагогических наук Л. А. Ходяковой, где картина предлагается как тема сочинения на уроке русского языка.